# Toxomerus hieroglyphicus
Toxomerus hieroglyphicus är en tvåvingeart som först beskrevs av Ignaz Rudolph Schiner 1868.  Toxomerus hieroglyphicus ingår i släktet Toxomerus och familjen blomflugor. Inga underarter finns listade i Catalogue of Life.